# Anna Andreyeva
Anna Andreyeva (Unión Soviética, 23 de junio de 1915-1997) fue una atleta soviética especializada en la prueba de lanzamiento de peso, en la que consiguió ser campeona europea en 1950.

## Carrera deportiva
En el Campeonato Europeo de Atletismo de 1950 ganó la medalla de oro en el lanzamiento de peso, llegando hasta los 14.32 metros que fue récord de los campeonatos, por delante de su compatriota soviética Klavdiya Tochenova (plata con 13.92 metros) y de la francesa Micheline Ostermeyer (bronce con 13.37 metros).